# Commandaria

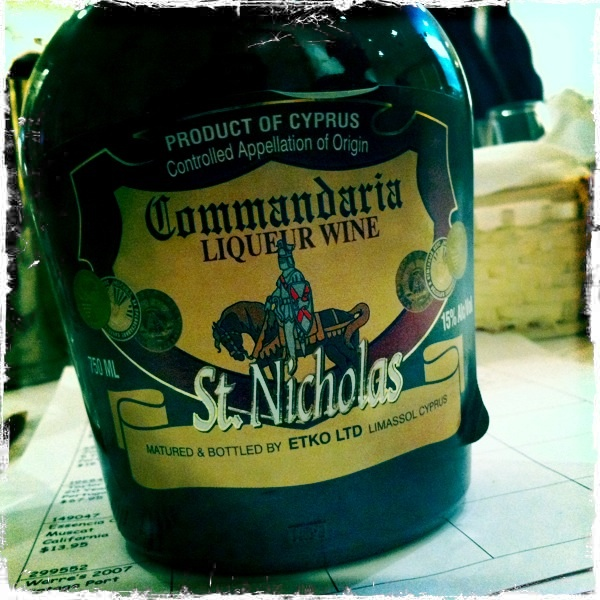
Commandaria St. Nicholas

Commandaria, ook wel Commanderia of Coumadarka genoemd (Grieks: κουμανδαρία, κουμανταρία; Cypriotisch Grieks: κουμανταρκά)  is een traditionele zoete wijn uit Cyprus die een lange geschiedenis in de wijnwereld heeft.

## Geschiedenis
De wijn werd al vermeld door de Griekse dichter Hesiodos in de 8e eeuw v.Chr. onder de naam nama. Hij beschrijft de vervaardiging van de wijn: "Wanneer Orion en Sirius midden in de hemel staan en de zonsopgang roze kleurig is, verzamel dan de druiven van de wijnstokken, breng ze naar huis. Laat ze tien dagen en tien nachten in de zon liggen, bewaar ze daarna vijf dagen in de schaduw en doe op de zesde dag de gaven van Dionysos (god van de wijn) in de pot."
De geschiedenis van wijn op Cyprus kan worden onderverdeeld in vier verschillende periodes.

### Oudheid
Hoe ver de wijnproductie op Cyprus precies teruggaat, is onbekend. Wijn werd minstens in 2300 voor Christus verhandeld, in een scheepswrak (uit die tijd) langs de handelsroute tussen Griekenland en Egypte werden in 1999 2500 amforen gevonden. 
Bij opgravingen bij Erimi (Cyprus) werden fragmenten van aardewerken vaten uit chalcolithische periode (tussen 3500 v. Chr. - 3000 v. Chr.) met sporen van wijnsteenzuur een chemische verbinding die afkomstig is van wijn.

### Middeleeuwen tot 1878
In 1191 veroverde Richard Leeuwenhart Cyprus en daar trouwde hij met Berengaria van Navarra, tijdens het banket werd exclusief een uitstekende zoete wijn (de Cyprus Nama ) geserveerd.
Later bracht Guy de Lusignan kruisvaarders naar het eiland, in die tijd werd een hoofdcommandant aangesteld en La Grande Commanderie gesticht in Kasteel Kolossi in Limassol. 
De uitzonderlijke zoete wijn werd gedronken door de ridders, de edelen en de kruisvaarders en werd ook geëxporteerd. Vanaf die tijd werd de Nama door de handelaren Commanderie naar La Grande Commanderie genoemd.
Een gedicht van Henri d'Andeli (een Normandische minstreel, 1220-1240) vermeldt de eerste geregistreerde wijnproeverij, die in de 13e eeuw werd georganiseerd door de Franse koning Philippe Auguste, de commandaria won deze wedstrijd.
In 1363 hield de Lord Mayor van Londen (1356–57) een banket ter ere van het bezoek van de koning Edward III en de koningen van Schotland, Frankrijk, Denemarken en Cyprus. Tijdens dit feest werd de commandaria geschonken. In 1571 bezette sultan Selim II Cyprus om de productie van Commandaria te bezitten, hij zei: binnen dit eiland is er een schat (Commandaria) die alleen de Koning der Koningen (heerser van het Ottomaanse rijk), waard is te bezitten.
Gedurende het Ottomaanse Rijk (1299 - 1922) daalde de wijnproductie enorm door het verbod op het nuttigen van alcoholische dranken. De commandaria werd vrijwel alleen nog gebruikt als liturgische wijn bij de Heilige Communie.
Ook de hoge belastingen drukten de productie, boeren verborgen soms een deel van hun oogst om de belasting te ontduiken.

### 1878-1980
In 1878 namen de Britten Cyprus in bezit (einde Ottomaanse rijk. De belastingregels veranderden en de wijnproductie nam weer gestadig toe. Eind 19e eeuw teisterde de phylloxera-epidemie het vasteland van Europa waarbij veel wijngaarden verloren gingen, Cyprus bleef gevrijwaard (druivenstokken staan op eigen stam) en kon profiteren van de toegenomen vraag.
In de jaren na de Tweede Wereldoorlog nam de vraag naar de goedkope wijnen  van matige kwaliteit (o.a. Sherry), zoals die op Cyprus werden geproduceerd, af en belandde de wijnindustrie in een recessie.

### Vanaf 1980
In de jaren 1980 werd een commissie gevormd (de Cypriotische wijnbouwcommissie) die ervoor zorgde dat de kwaliteit aanzienlijk werd verbeterd.
Dit werd bereikt door: introductie van nieuwe druivenrassen en financiële ondersteuning.
Gestreefd werd naar kleine regionale wijnmakerijen met een productie van 50.000 tot 300.000 flessen per jaar. 
Wijnen van  betere kwaliteit werden gepromoot en de afstand tussen wijngaarden en wijnmakerijen verminderd.
In 2007 heeft de Cyprus Vine Products Council een nieuwe oorsprongsbenaming gelanceerd, met drie categorieën: Tafelwijn, Locale wijn (o.a.  Lefkosia, Lemesos, Larnaca and Paphos) en wijn met een beschermde oorsprongsbenaming.

## Afbeeldingen

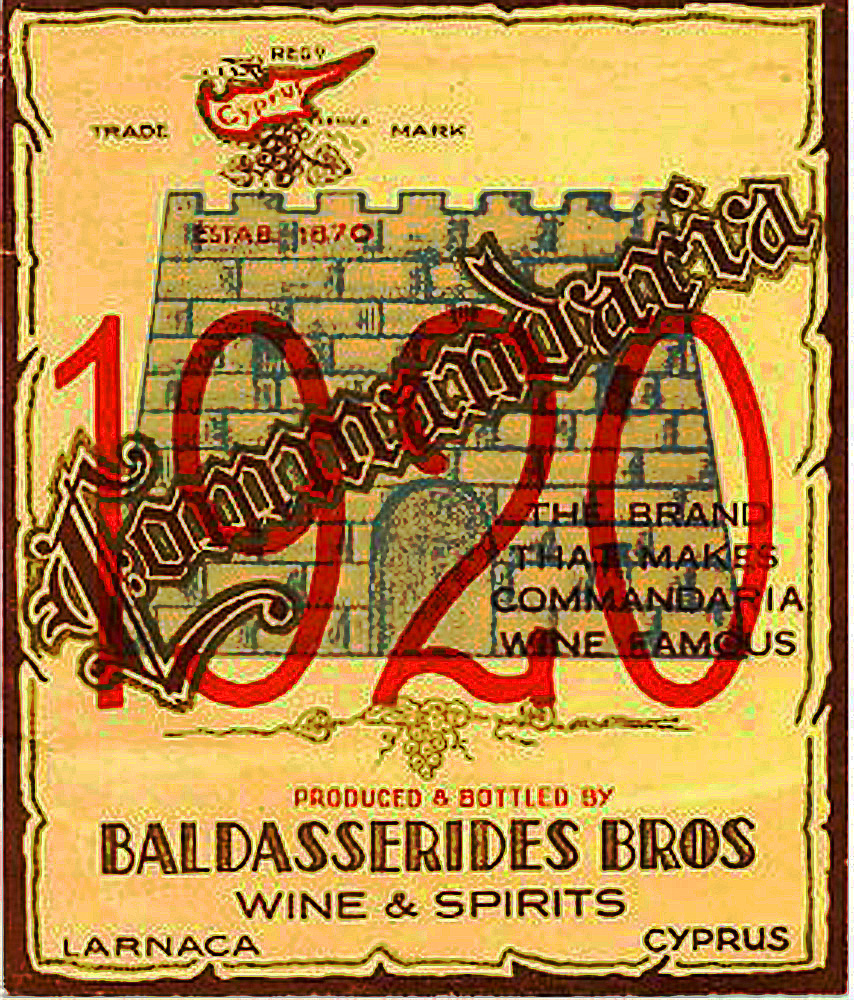
Etiket uit 1920
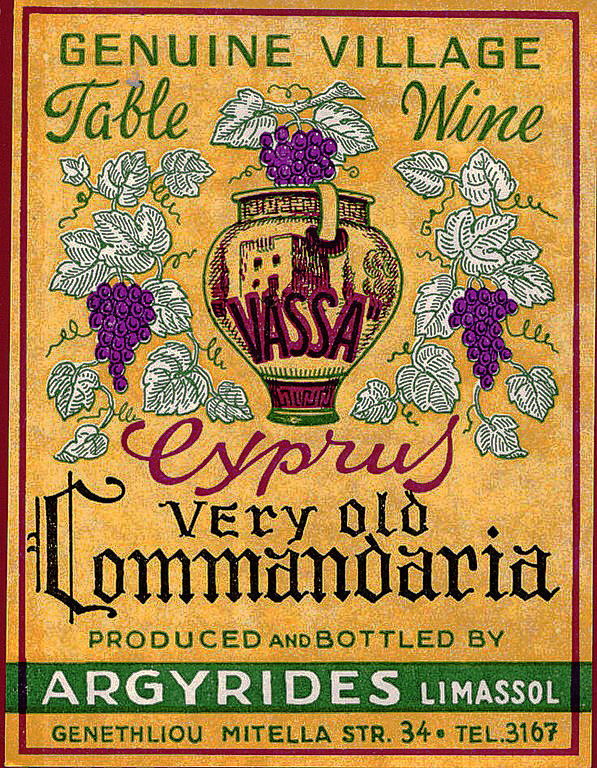
Zeer oude Commandaria
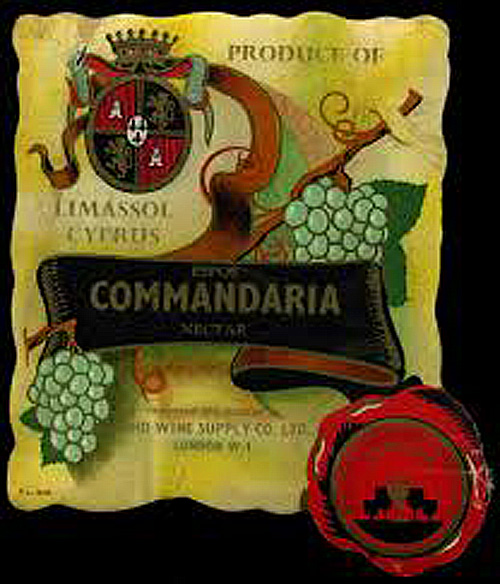
Commandaria Limassol
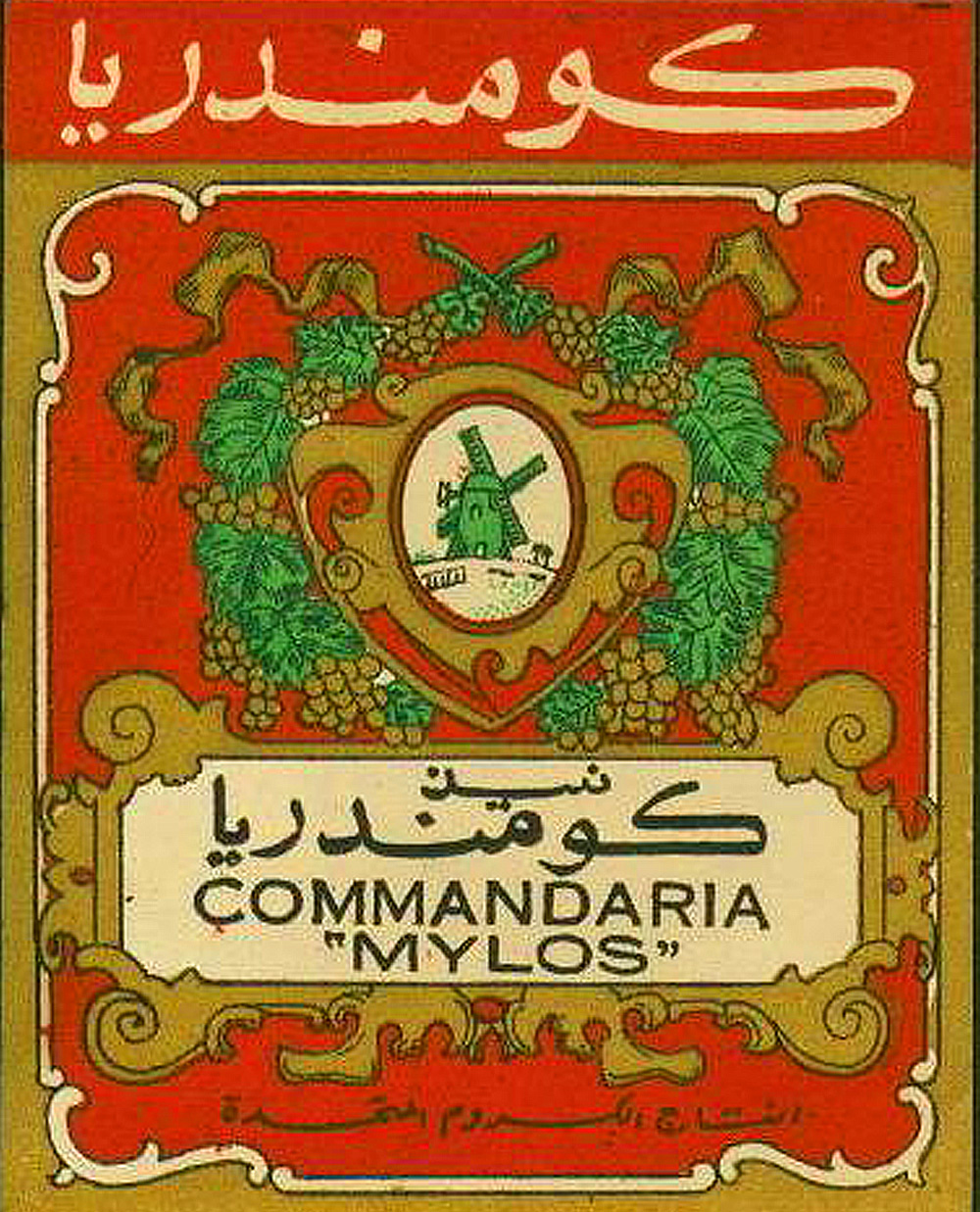
Commandaria Mylos
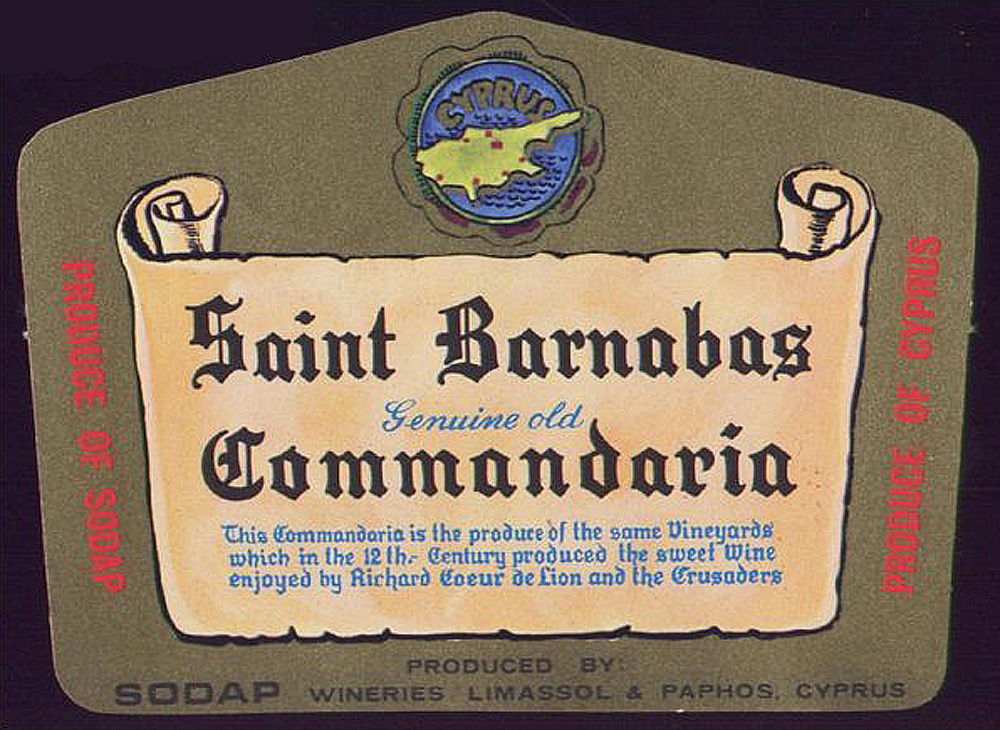
Commandaria Saint Barnabas